# プカン・ツトン郡

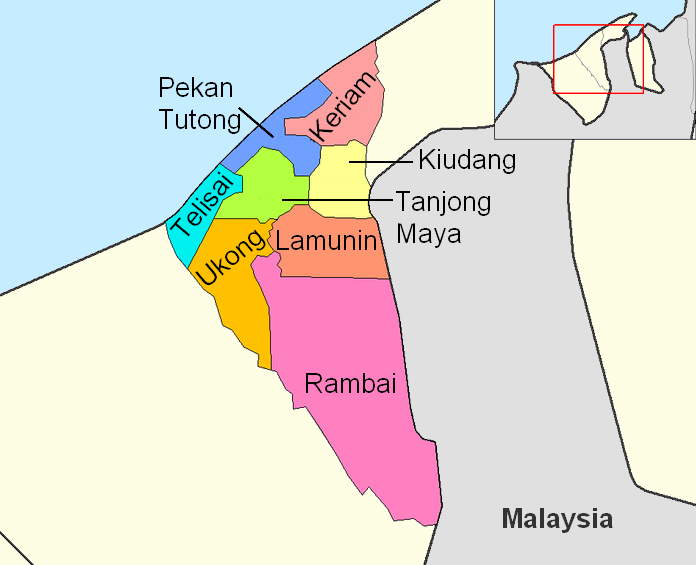
ツトン地区
濃い青色の地域がプカン･ツトン郡である

プカン・ツトン郡（プカン・ツトンぐん、Pekan Tutong）はブルネイ・ダルサラーム国ツトン地区にある郡（マレー語：mukim）。ツトン地区の北西にあり、南シナ海に面する。
北東をクリアム郡（Mukim Keriam）、南東をキウダン郡（Mukim Kiudang）、南をタンジョン・マヤ郡（Mukim Tanjong Maya）、南西をテリサイ郡（Mukim Telisai）と接する。スラワト島（Pulau Selawat）とクアラ・ツトン岬（Tanjong Kuala Tutong）がある。

## 町村
プカン・ツトン郡には以下の町村がある。
- プカン・ツトン - ツトン地区の行政庁所在地
- ブキト・ベンデラ（Bukit Bendera）
- スラン村（Kampong Suran）
- スンガイ・バソン村（Kampong Sungai Basong）
- パンチョル・パパン村（Kampong Panchor Papan）
- パンチョル・デュリト村（Kampong Panchor Dulit）
- センカライ村（Kampong Sengkarai）
- スラバングン村（Kampong Serambangun）
- プナンジョン村（Kampong Penanjong）
- タナー・ブロク村（Kampong Tanah Burok）
- クアラ・ツトン村（Kampong Kuala Tutong）
- プナバイ村（Kampong Penabai）
- ビンテュラン（Binturan）

## その他の地域
その他の地域（location）には以下のようなものがある。
- タンジョン・クアラ・ツトン（Tanjong Kuala Tutong）
- パンタイ・スリ・クナガン（Pantai Seri Kenangan）

座標: 北緯4度48分0秒 東経114度39分0秒 / 北緯4.80000度 東経114.65000度